# Paulusbroedersluis
De Paulusbroedersluis (brug nr. 215) is een vaste brug in Amsterdam-Centrum. Ze overspant de Oudezijds Achterburgwal in het Wallengebied in Amsterdam. De brug verbindt daarmee de Oude Doelenstraat met de Oude Hoogstraat. De brug heeft zijn naam te danken aan het Sint-Paulusbroederklooster dat hier in de middeleeuwen stond.
Er ligt hier al eeuwen een brug. Cornelis Anthonisz. schilderde hier al een brug in op zijn plattegrond van Amsterdam, het is dan 1538. De basis van de huidige brug werd gelegd in 1745, aldus een tweetal datumstenen aan de noordzijde van de brug “Anno” “1745”. Dat de brug “sluis” heet is te danken aan het feit, dat stenen bruggen destijds sluis werden genoemd; er heeft hier vermoedelijk nooit een sluis gelegen. De brug uit 1745 ligt er niet meer; op 24 mei 1869 schreef de gemeente een aanbesteding uit voor "het verbreeden en verlagen van de steenen wulfbrug no. 215 met ijzeren brugleggers, houten dek met zinkbedekking". De werkzaamheden werden verricht in opdracht van de Publieke Werken onder leiding van stadsarchitect Bastiaan de Greef, vermoedelijk ook ontwerper van het bruggetje. In 1966 is de brug nog een keer aangepast (nieuw wegdek) en in het begin van de 21e eeuw opnieuw bestraat.   
In de zomer van 2020 kwam aan het licht dat een deel van de fundering dermate verslechterd was, dat maatregelen nodig waren. De brug werd in de zomer afgezet voor alle verkeer; voor voetgangers werd een noodbrug neergelegd, alsook een ondersteuning voor de brug. In het najaar was de brug weer toegankelijk voor al het verkeer. 

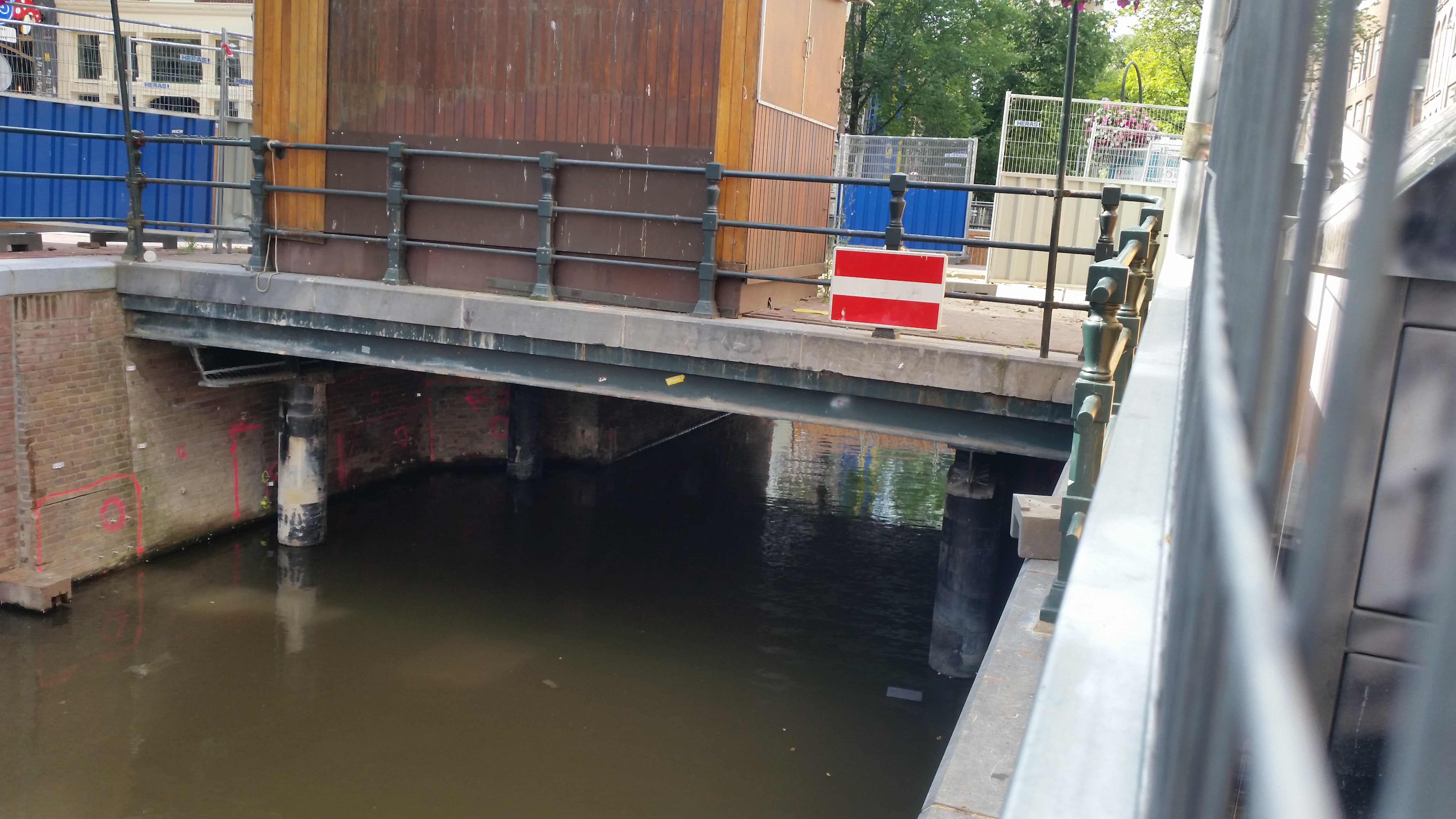
Brug wordt ondersteund (augustus 2020)

<<< · 200 · 201 · 202 · 203 · 204 · 205 · 206 · 207 · 208 · 209 ·  210 · 211 · 212 · 213 · 214 · 215 · 216 · 217 · 218 · 220 · 221 · 222 · 223 · 224 · 225 · 226 · 227 · 228 · 228P · 229 · 230 · 231 · 232 · 233 · 234 · 235 · 236 · 237 · 238 · 239 ·  240 · 241 · 242 · 243 · 244 · 245 · 246 · 247 · 248 · 249 ·  250 · 251 · 252 · 253 · 254 · 255 · 256 · 257 · 258 · 259 · 260 · 261 · 262 · 263 · 264 · 265 · 266 · 267 · 270 · 271 · 272 · 273 · 274 · 275 · 277 · 278 · 279 · 280 · 281 · 283 · 285 · 286 · 287 · 288 · 289 · 290 · 291 · 292 · 293 · 295 · 296 · 297 · 298 · 299 · >>>
Brugnummers 219, 268, 269, 276, 282, 284, 294 zijn niet (meer) in omloop.